# Michael Uchendu
Michael Somutochukwu Uchendu (San Paolo, 11 aprile 1998 – Serra da Cantareira, 29 giugno 2019) è stato un cestista brasiliano con cittadinanza nigeriana.
È morto il 29 giugno 2019, a soli 21 anni, a causa di un incidente occorsogli con la moto d'acqua nei pressi di San Paolo.

## Palmarès
- Campionato brasiliano: 1

Bauru: 2016-17